# Pluvier roux
Anarhynchus obscurus
Espèce
Synonymes
Charadrius obscurus
Statut de conservation UICN

 CR D : 
En danger critique
Le Pluvier roux (Anarhynchus obscurus, anciennement Chradrius obscurus) est une espèce de petits oiseaux limicoles de la famille des Charadriidae.
Espèce en voie de disparition, on le trouve seulement dans certaines régions de Nouvelle-Zélande. Ses noms maoris sont Tūturiwhatu, Pukunui et Kūkuruatu. Il est apparenté au Pluvier guignard.

## Habitat
Ce sont des oiseaux de rivage qu'on trouve habituellement sur les plages de sable fin, les avancées de sable ou les estuaires.

## Population et conservation
Ils sont en voie d'extinction avec environ 1300 pluviers sur l'île du Nord et environ 75 sur l'île du Sud.

## Nidification
La femelle pond ses œufs au printemps et en été. Elle niche sur les plages au-dessus du niveau de la haute mer et le nid est juste un trou peu profond creusé dans le sol. Les poussins éclosent environ 28 jours après la ponte. Parce que les nids sont sur le sol, les poussins peuvent marcher le jour où ils éclosent et peuvent généralement s'envoler vers 6 à 8 semaines.

## Sous-espèces
Selon la classification de référence du Congrès ornithologique international (15.1, 2025) il se répartit en deux sous-espèces (ordre philogénique) :
- Anarhynchus obscurus aquilonius (Dowding, 1994) — île du Nord ;
- Anarhynchus obscurus obscurus (Gmelin, JF, 1789) — île Stewart.

## Galerie

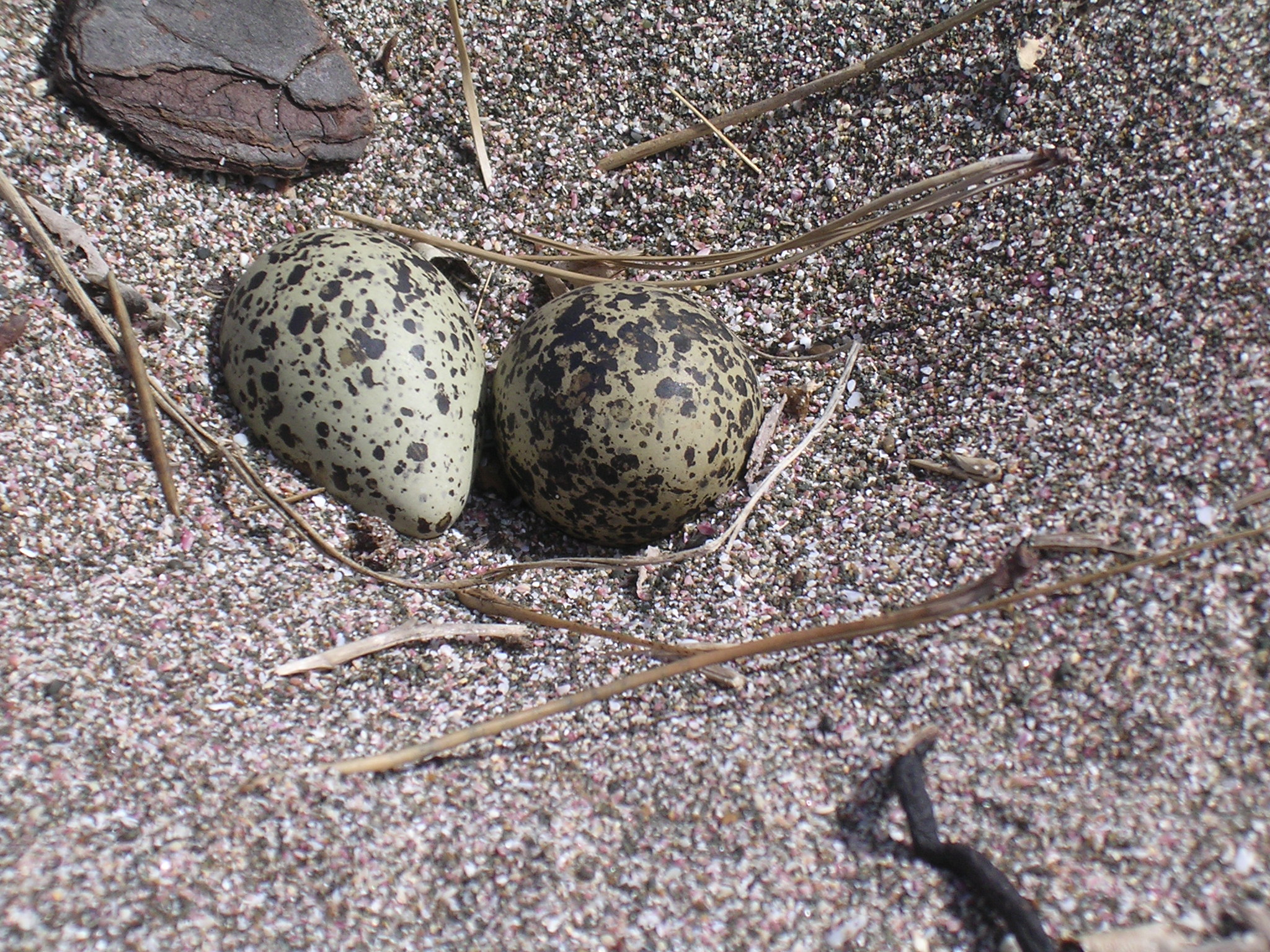